# Ваймарски триъгълник
Ваймарски триъгълник (на немски: Weimarer Dreieck; на френски: Triangle de Weimar; на полски: Trójkąt Wajmarski) е Комитет за френско-немско-полска взаимопощ и сътрудничество. Организация, основана от министрите на външните работи на Германия, Франция и Полша с цел подобряване на сътрудничеството между трите държави.

## История
На 22 януари 1963 г. в Елисейския дворец Шарл дьо Гол и Конрад Аденауер подписват двустранен договор за приятелство между своите държави, чиято цел е да се създадат предпоставки за формиране на една стабилна и обединена Европа. На символичната дата 28 август 1991 година (рождения ден на Гьоте) във Ваймар Кшищоф Скубишевски, Ханс-Дитрих Геншер и Ролан Дюма. Инициатор на срещата е немският външен министър, който кани своите колеги с цел учредяване на новата организация за сътрудничество.
В рамките на спогодбата се провеждат ежегодни срещи на министрите на външните работи на трите държави, на които се обсъждат въпросите на външната политика, националната сигурност и отбраната, културния и научния обмен. От 1993 г. се организират и срещи на върха (Гданск 1993, Познан 1998, Нанси 1999, Хамбах 2001, Вроцлав 2003, Нанси 2005, Метлах 2006, Варшава 2011), в които вземат участие президентите на Франция и Германия и канцлерът на Франция. През 2014 г. в Берлин се провежда среща на председателите на комисиите за външни работи в парламентите на трите държави.
В първоначалната фаза от съществуването на организацията главната ѝ цел е насочена към установяване на демократичните принципи в политическия живот на Полша и повишавана на престижа ѝ в международен контекст. След приемането на страната в Европейския съюз през 2004 г. нейните позиции в рамките на Ваймарския триъгълник се засилват, а ролята на обединението се обвързва с търсенето на консенсус в рамките на европейската политика и засилване на диалога между Източна и Западна Европа.

## Области на сътрудничество
Важна тема, която засягат общите интереси на държавите от Ваймарския триъгълник, е съвместната стратегия за въоръжените сили, националната и регионалната сигурност. Трите страни осъществяват заедно операции в Афганистан и Конго, през 2013 г. е сформирана съвместна бойна група под полско ръководство като част от ротацията на Европейската сила за бързо реагиране. През юни 2015 г. внасят пред Съвета на Европа съвместно предложение за развитие на Общата политика за сигурност и отбрана на ЕС.
Дейността на Ваймарския триъгълник създава и благоприятни условия за сътрудничество между отделни региони на трите държави. Функционират около 2000 френско-германски, ок. 650 германо-полски и 11 тристранни партньорства на равнище региони, наричани малки „Ваймарски триъгълници“. Друг важен елемент в дейността на обединението сферата на културата и най-вече младежкият обмен, осъществяван посредством двустранни младежки организации. Организират се дипломатически стажове и срещи на писаели и интелектуалци. През 2006 г. Комитетът за подкрепа на немско-френско-полското сътрудничество и Град Ваймар учредяват награда на името на Адам Мицкевич, която се връчва на личности, институции и региони за принос в европейското сътрудничство.